# スリナムのイスラム教

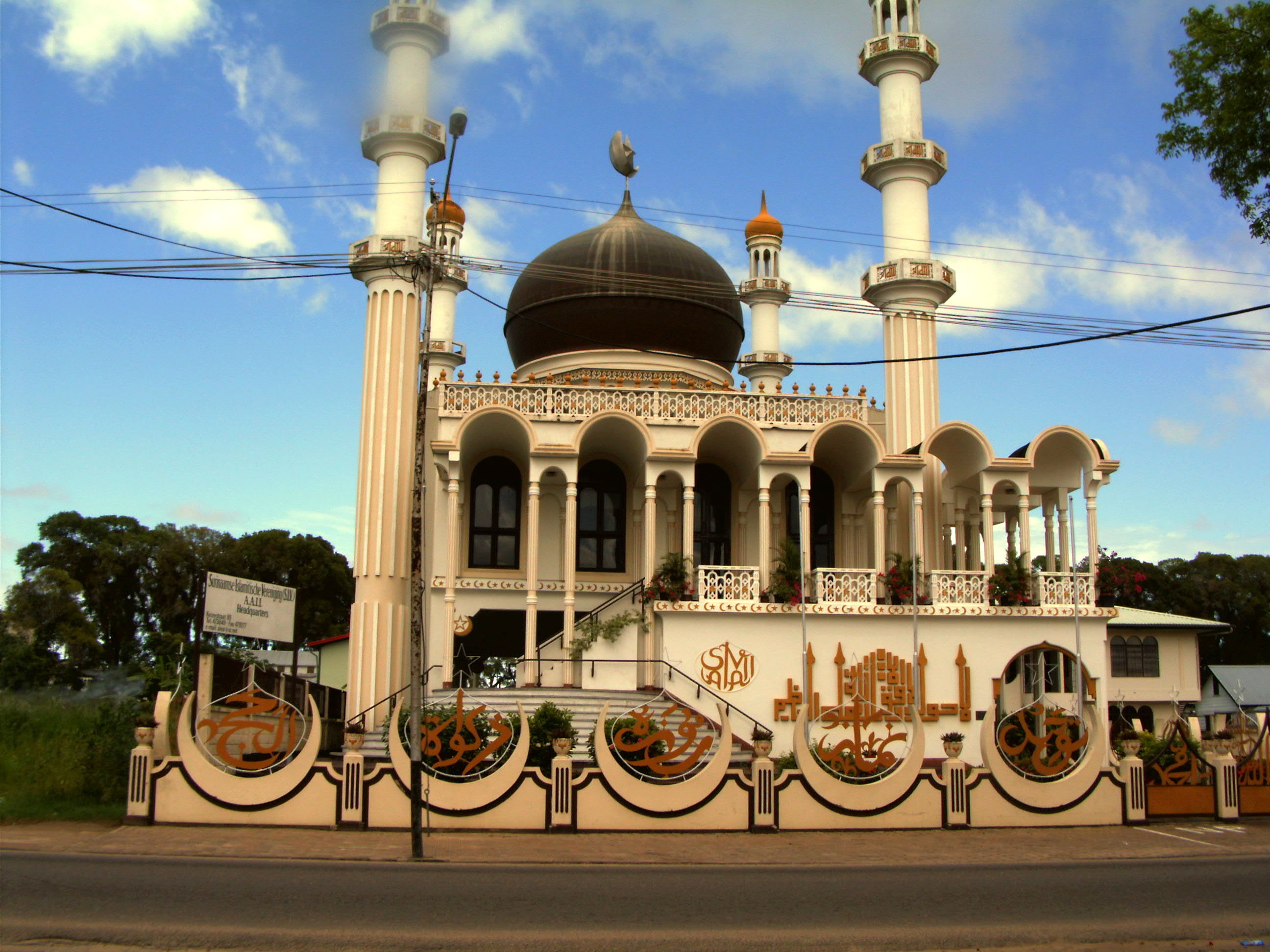
パラマリボのモスク

本項目ではスリナムのイスラム教について記述する。

## 概要
2004年に行われた直近の国勢調査によると、総人口の約13.5%に当たる66307人がムスリムで、アメリカ大陸では最大の割合を誇る。
西アフリカから奴隷として連れて来られたのが最初のムスリムとされるが、やがてはキリスト教に改宗しているため、現在のような人口規模をもたらしたとは考えられない。むしろ、イスラム教を奉じる南アジアや、スリナムと同様オランダの植民地であったインドネシア出身の債務契約労働者に拠るものであり、今日のほとんどのムスリムはその子孫であると言える。
そのため、国内のイスラム教はインドネシアやなかんずくパキスタンの影響を強く受けており、国内のほとんどのムスリムは同じ文化や言語をも共有。また、アフガニスタン系ムスリムも多い。

## 国際組織
スリナム（1996年以降）はガイアナ（1998年以降）と共に、イスラム協力機構の南米唯一の加盟国である。